# 185

## Evenimente
- 7 decembrie: este observată supernova SN 185.

## Nașteri
- dată necunoscută: Origene  (d. 254)

## Decese
- dată necunoscută: Papa Eleuteriu  (n. ?)
- dată necunoscută: Aelius Aristides  (n. 117)